# Genocidio de los Isaaq
El genocidio de los Isaaq u "Holocausto de Hargeisa" fue la masacre sistemática, patrocinada por el estado, contra los civiles de la tribu Isaaq entre 1987 y 1989 por la República Democrática de Somalia bajo la dictadura de Siad Barre. Se calcula que el número de muertes civiles en esta masacre está entre 50.000-100.000 de acuerdo con diversas fuentes, mientras que los informes locales estiman que el total de muertes civiles es de más de 200.000 civiles de los Isaaq. Este genocidio también incluyó la nivelación y la destrucción completa de la segunda y tercera ciudades más grandes de Somalia, Hargeisa (que fue destruida en un 90%) y Burao (destruida en un 70%), respectivamente, y causaron la huida de 500.000 somalíes (principalmente del clan Isaaq) de sus tierras y cruzaron la frontera con Hartasheikh en Etiopía como refugiados, en lo que se describió como "uno de los movimientos forzados más rápidos y grandes registrados en África ", y resultó en la creación del campo de refugiados más grande del mundo en ese entonces (1988), con otros 400.000 desplazados internos. La escala de destrucción llevó a Hargeisa a ser conocida como el "Dresden de África". Los asesinatos ocurrieron durante la guerra civil somalí y han sido referidos como un "genocidio olvidado".
En el campo, la persecución de los Isaaq incluyó la creación de una sección mecanizada de las Fuerzas Armadas Somalíes llamada Dabar Goynta Isaaka (Los Exterminadores de los Isaaq) que estaba conformada enteramente por no Isaaqs (principalmente Ogaden), esta unidad llevó a cabo un patrón sistemático de ataques contra aldeas civiles desarmadas, puntos de irrigación y áreas de pastoreo del norte de Somalia (actual Somalilandia), matando a muchos de sus residentes y obligando a los sobrevivientes a huir en busca de seguridad a áreas remotas, esto dio lugar a despoblamiento de pueblos enteros y saqueos de ciudades. La violación también se usó como arma contra los Isaaqs. Human Rights Watch afirma que esta unidad, junto con otras ramas del ejército, fueron responsables de aterrorizar a los nómadas isaaq en el campo. Dabar Goynta Isaaka se convertiría más tarde en un sistema de gobierno en el que los funcionarios locales pondrían en práctica las políticas más duras contra la población local de los Isaaq.
El gobierno somalí también plantó un millón de minas terrestres dentro del territorio de Isaaq.
En 2001, Naciones Unidas encargó una investigación sobre las violaciones de derechos humanos en Somalia, específicamente para averiguar si "crímenes de jurisdicción internacional (es decir, crímenes de guerra, crímenes de lesa humanidad o genocidio) habían sido perpetrados durante la guerra civil del país". La investigación fue encargada conjuntamente por la Dependencia de Coordinación de las Naciones Unidas y la Oficina del Alto Comisionado de las Naciones Unidas para los Derechos Humanos.

## Antecedentes

### Era postcolonial
El primer estado somalí que obtuvo su independencia de las potencias coloniales fue Somalilandia, un antiguo protectorado británico que obtuvo la independencia el 26 de junio de 1960. El resto de lo que se conoció como República Somalí estaba bajo el dominio italiano bajo el título de Territorio en fideicomiso de Somalilandia (también conocido como Somalia Italiana). Poco después de que Somalilandia obtuviera su independencia, debía formar una unión apresurada con su vecino del sur para crear la República de Somalia. En adelante, a la Somalilandia británica se la denominó región del norte (o noroeste) de la República de Somalia, mientras que el antiguo estado colonial italiano se denominó el sur.
Dentro de la Somalilandia británica, los Isaaq constituía el grupo mayoritario dentro del protectorado, y los grupos Dir y Harti también tenían poblaciones considerables al oeste y al este de los Isaaq, respectivamente.
La unión de los dos estados resultó problemática desde el principio cuando en un referéndum celebrado el 20 de junio de 1961 para aprobar la constitución provisional que gobernaría los dos territorios ex coloniales fue rechazada por la mitad de la población en Somalilandia, esto se vio principalmente en las ciudades de: Hargeisa (72%), Berbera (69%), Burao (66%) y Erigavo (69%), donde se obtuvieron votos negativos. Esto contrastaba con el sur (excolonia italiana) que mostró un fuerte apoyo a la constitución (y cuatro veces el número de votos previstos en el sur, lo que indicaba fraude electoral), esta fue una gran señal de descontento proveniente del norte solo un año después de formar la unión. Otro ejemplo del descontento hirviendo en el norte fue un intento de golpe por parte de oficiales del norte que fue frustrado en 1961.

### Marginación social, política y económica
La insatisfacción norteña con la constitución y los términos de la unificación era un tema que los sucesivos gobiernos civiles continuaron ignorando. Los norteños, especialmente la mayoría Isaaq, creían que el estado unificado se dividiría a nivel federal (norte y sur) y que recibirían una parte justa de la representación después de la unificación. El sur procedió a dominar todos los puestos importantes del nuevo estado, esto incluyó al Presidente, el Primer Ministro, el ministro de Defensa, el ministro del Interior y el ministro de Asuntos Exteriores, todos ellos puestos a disposición de los políticos provenientes del sur. La marginación política que la mayoría de los norteños sentía se agravaba aún más por la privación económica, el norte recibió poco menos del 7% que se desembolsó en asistencia para el desarrollo a fines de la década de 1970, ya que más del 95% de todos los proyectos de desarrollo y becas se distribuyeron en el sur. Un ejemplo es citado por Hassan Megag Samater, el exdirector a cargo del Ministerio de Educación en Somalilandia, afirma que había entregado su puesto en 1966 con la región norte que tenía "varios cientos de escuelas en todos los niveles, desde escuelas primarias hasta universidades. En el último año del régimen de Barre, no había una sola escuela funcionando con toda su fuerza ".

### Golpe de 1969
En octubre de 1969, los militares tomaron el poder en un golpe de Estado tras el asesinato del presidente Abdirashid Ali Shermarke y el consiguiente debate político parlamentario sobre la sucesión que terminó en un punto muerto. El ejército prohibió los partidos políticos, suspendió la constitución y cerró la Asamblea Nacional, el general Siad Barre fue elegido como jefe de Estado y presidió el consejo supremo revolucionario. El nuevo régimen prohibió la disidencia política y empleó un enfoque de mano dura en la gestión del estado. El Programa de Desarrollo de las Naciones Unidas declaró que "el régimen de 21 años de Siyad Barre tenía uno de los peores registros de derechos humanos en África". El nuevo régimen se convirtió en un estado cliente de la Unión Soviética y en el primer aniversario del golpe adoptó oficialmente el "Socialismo Científico" como su ideología central.

## Preludio

### Guerra etio-somalí
Los sucesivos gobiernos somalíes apoyaron continuamente la causa del irredentismo somalí y el concepto de "Gran Somalia", un poderoso sentimiento que muchos somalíes portaban, como un objetivo central del estado. Esto en particular contó con un fuerte apoyo del clan Isaaq, que en particular envió muchos voluntarios, especialmente en 1976 cuando se unieron a las insurgencias de la guerrilla del WSLF y enviaron muchos voluntarios un año antes de que la guerra tuviera lugar. Otro factor detrás del fuerte apoyo de los Isaaq fue el hecho de que la frontera que se trazó entre Etiopía y Somalia cortó importantes áreas de pastoreo para los miembros de las tribus Isaaq. Barre junto con el Consejo Supremo Revolucionario, para afianzar su gobierno y en un intento por recuperar la región somalí de Etiopía, lanzaron una guerra contra Etiopía en 1977, esta guerra fue mencionada en Somalia como "La Guerra de Somalia Occidental". La Unión Soviética, que en ese momento era aliada tanto de Somalia como de Etiopía, se volvió contra Barre, y (con sus aliados) proporcionó apoyo suficiente al ejército etíope para derrotar a las fuerzas somalíes y forzar su retirada de la región somalí de Etiopía.

### Refugiados y desplazamiento de los Isaaq
Toda Somalia sintió el impacto de la derrota de la guerra de Ogaden, sin embargo, la región norte (donde viven los Isaaq) experimentó la mayoría de la destrucción física y humana debido a su proximidad geográfica a la lucha. La derrota de Somalia en la guerra entre Etiopía y Somalia causó la afluencia de refugiados etíopes (en su mayoría de etnia somalí y algunos oromo) a través de la frontera con Somalia. En 1979, las cifras oficiales informaban de 1,3 millones de refugiados en Somalia, más de la mitad de ellos asentados en tierras de los Isaaq en el norte. Esto causó una gran carga tanto para los Isaaqs locales como para el aparato estatal, especialmente después de una costosa guerra con Etiopía, el académico de estudios somalíes IM Lewis señaló que "el crudo hecho seguía siendo que la economía del país simplemente no poseía los recursos para absorber a tantas personas desarraigadas ".
La presencia de un número tan grande de refugiados, especialmente cuando la población total de Somalia en ese momento era de 4,1 millones (estimaciones de las Naciones Unidas) significaba que prácticamente una de cada cuatro personas en Somalia era un refugiado. El régimen de Barre explotó la presencia de un número tan grande de refugiados como medio para buscar ayuda extranjera, y como un vehículo para desplazar a aquellos que se consideraban hostiles al estado, especialmente a los Isaaq, Human Rights Watch señaló que:
"Los norteños [Isaaqs] fueron despedidos y no se les permitió trabajar en oficinas gubernamentales que se ocupan de asuntos de refugiados, para que no descubrieran la verdad sobre las políticas del gobierno, que los refugiados registrados con el ACNUR recibieron empleos en las oficinas que se ocupan de asuntos de refugiados."
A medida que el estado dependía cada vez más de la ayuda internacional, los recursos de ayuda asignados a los refugiados causaron resentimiento adicional por parte de los residentes locales de los Isaaq, especialmente porque no sentían ningún esfuerzo por parte del gobierno para compensarlos por soportar la carga de la guerra. Además, Barre favoreció en gran medida a los refugiados de Ogaden, que pertenecían al mismo clan (Darod) que él. Debido a estos vínculos, los refugiados de Ogaden disfrutaron de acceso preferencial a "servicios sociales, licencias comerciales e incluso puestos gubernamentales". Mientras crecía la animosidad y el descontento en el norte, Barre armó a los refugiados de Ogaden, y al hacerlo creó un ejército irregular que operaba dentro de los territorios de los Isaaq, el uso del régimen de refugiados armados contra poblaciones locales de los Isaaq en el norte también se menciona en una Informe de África Watch:
"Cualquier refugiado de los Ogadeni fue reclutado en el WSLF. El WSLF estaba aparentemente entrenado para luchar contra Etiopía para recuperar las regiones de los Ogaden, pero, de hecho, aterrorizó a la población civil [Isaaq] que vive en la región fronteriza, que llegó a temerles más que al ejército etíope. Los asesinatos, las violaciones y los saqueos se volvieron comunes ".
Barre esencialmente estaba asegurando la lealtad de los refugiados de Ogaden a través del tratamiento y la protección preferencial continuados a expensas de los Isaaqs locales que no solo fueron ignorados por los avances económicos, sociales y políticos sino también reprimido por la fuerza tanto por las Fuerzas Armadas Somalíes como por las milicias de refugiados de los Ogaden.
El asentamiento de los refugiados de Ogaden en el territorio de los Isaaq, y el armado de estos grupos (que efectivamente crearon un ejército extranjero en el norte), antagonizaron aún más a la población local de los Isaaq. Los refugiados armados de los Ogaden, junto con los miembros de los soldados Marehan y Reer-Darwiish (que fueron provocados y alentados por el régimen de Barre) iniciaron una campaña de terror contra los Isaaqs locales mientras violaban a mujeres, asesinaban a civiles desarmados e impedían a las familias hacer entierros apropiados. Barre ignoró las quejas de los Isaaq a lo largo de la década de 1980, esto junto con la represión de críticas de Barre o las discusiones sobre las atrocidades generalizadas en el norte tuvieron el efecto de convertir la desafección de larga data de los Isaaq en abierta oposición.

### Creación de la milicia de los Ogaden
El gobierno comenzó un programa de creación de grupos paramilitares entre los refugiados de los Ogaden, así como su reclutamiento en el ejército nacional, y también alentó la creación de grupos armados de milicias entre los miembros del Darod (el clan de Siad Barre). El ejército somalí administró la capacitación de ambos grupos, y los costos incurridos, incluido el gasto en armas y equipo, comunicaciones de radio y combustible, provenían del presupuesto del ejército.
Una de las milicias formadas por los refugiados de los Ogaden fue el WSLF, creado oficialmente para luchar contra Etiopía y "recuperar territorio étnico somalí" en Etiopía, pero fue utilizado principalmente contra civiles y nómadas Isaaq locales. Un informe de Africa Watch y de Human Rights Watch afirma que "el WSLF estaba aparentemente entrenado para luchar contra Etiopía para recuperar el territorio somalí, pero, de hecho, aterrorizó a la población civil de los Isaaq que vivía en la región fronteriza, lo que los atemorizó más que el ejército etíope. Matar, violar y saquear se hizo común ".
Como el WSLF, apoyado por el régimen de Barre, continuó atacando y cometiendo atrocidades contra los Isaaq, se envió una delegación al presidente Barre en 1979 para solicitar que se detuvieran los abusos del WSLF. A pesar de las promesas hechas a los ancianos de los Isaaq, la violencia contra civiles y nómadas por parte del WSLF continuó.
El continuo abuso del WSLF y la indiferencia del gobierno ante el sufrimiento de los civiles y nómadas de los Isaaq hicieron que muchos oficiales del ejército provenientes de esa etnia abandonaran el ejército con miras a crear su propio movimiento armado para luchar contra Etiopía, que también intimidaría al WSLF y desalentaría la violencia contra civiles de los Isaaq. Su nuevo movimiento, apoyado y financiado por Isaaqs, se llamó Afraad (la cuarta unidad) y comenzó a funcionar en 1979. El movimiento Isaaq de Afraad inmediatamente entró en conflicto con la facción del clan de los Ogaden del FMSL en la forma de una serie de encuentros sangrientos entre los dos grupos. El objetivo de Afraad era sacar al WSLF de sus bastiones (territorio Isaaq), mientras que el WSLF respondió tomando represalias contra civiles de los Isaaq que vivían en la región fronteriza.
La situación se vio agravada por el nombramiento de Mohamed Hashi Gani, primo del presidente Siad Barre y su compañero Marehan Darod, como comandante militar de las regiones del norte con sede en Hargeisa en 1980. El gobierno de Gani fue especialmente severo contra los Isaaq, los retiró de todas las posiciones económicas clave, se apoderó de sus propiedades y colocó a las regiones del norte bajo leyes de emergencia. También ordenó la transferencia de Afraad fuera de la región fronteriza, dando al WSLF el control total de la región fronteriza, dejando así a los nómadas Isaaq en el área sin ninguna protección contra la violencia del WSLF.
Un equipo de inspección de las Naciones Unidas que visitó la zona en 1988 informó de que los refugiados etíopes (Ogaden) portaban armas suministradas por el ejército somalí. El equipo de la ONU informó que, con el apoyo del ejército somalí, los refugiados de los Ogadeni llevaron a cabo saqueos extensos en varias ciudades del norte.

### Levantamiento de los Isaaq
A principios de 1978, el régimen de Barre tenía el control total del aparato económico del estado somalí, incluidas grandes cantidades de ayuda extranjera que se desplegaron "utilizando una redistribución selectiva para asegurar la lealtad al régimen". Las políticas opresivas del régimen de Barre contra los Isaaq continuaron cuando en 1981, el régimen de Barre declaró una guerra económica contra los somalíes desde el noroeste y específicamente a los Isaaq. Esta fue una causa importante de la eventual caída del régimen de Barre en 1991. Esto lideró a un grupo de empresarios Isaaq, estudiantes, exfuncionarios y expolíticos que vivían en el Reino Unido para fundar el Movimiento Nacional Somalí en Londres en abril de 1981. Inicialmente, el objetivo de los diversos grupos que se fusionaron para crear el MNS no era crear un frente de liberación armada, sino más bien estos grupos estaban formados como una respuesta directa a las duras políticas promulgadas por el régimen de Barre contra los Isaaqs. Sin embargo, la posición oficial cambió después de la reunión del recién formado Congreso MNS en octubre de 1981 con una de liberación con el objetivo expreso de liberar a Somalia de Barre e instituir un gobierno democrático en Somalia que incluiría y se basaría en el sistema de clanes. Ideológicamente, el MNS era un movimiento de tendencia occidental y fue descrito como "uno de los movimientos más democráticos en el Cuerno de África ".
Un testimonio de Human Rights Watch ante el subcomité de África del Congreso de los Estados Unidos del 14 de julio de 1988 afirmó que las medidas del gobierno de Barre habían "creado un nivel de violencia sin precedentes en cuanto a su alcance y duración en Somalia". El testimonio de Aryeh Neier (cofundador de HRW) explica el contexto en el que se formó el MNS:

Desde 1981, con la formación del MNS, el norte de Somalia ha visto las peores atrocidades. Graves violaciones de los derechos humanos, incluidas ejecuciones extrajudiciales de civiles desarmados, detenciones sin juicio, juicios injustos, tortura, violación, saqueo y extorsión, han sido una característica destacada de la vida en las ciudades y el campo en la región septentrional desde 1981. En orden para privar al MNS de una base de apoyo civil en su área de operación, los que viven en zonas rurales entre Hargeisa y la frontera etíope han sufrido un trato particularmente brutal. Una política de tierra arrasada que involucró la quema de granjas, la matanza de ganado, la destrucción de tanques de almacenamiento de agua y el envenenamiento deliberado de pozos, ha sido perseguida activamente por los militares. Las principales ciudades han estado sujetas a un toque de queda por varios años; las restricciones arbitrarias a la extensión del toque de queda han facilitado la extorsión de los soldados y las patrullas de toque de queda. Los viajes internos se controlan a través de puntos de control militares... La existencia del MNS ha proporcionado un pretexto para que el presidente Barre y sus diputados militares en el norte realicen una guerra contra ciudadanos pacíficos y les permita consolidar su control del país aterrorizando a cualquiera que sea sospechoso de no ser totalmente partidario del gobierno. Años de violencia estatal sostenida han creado un grave nivel de inestabilidad política en la región.
La atmósfera de anarquía ha permitido a los soldados acosar a civiles con el objetivo de extorsionar. Muchos somalíes han informado que los oficiales militares y de seguridad solo responden a las preguntas de los familiares de los detenidos con la promesa de garantizar su liberación a cambio de pagos en efectivo. A los civiles que viven en Buroa y Hargeisa se les ha prohibido con frecuencia realizar funerales para familiares asesinados por los militares y patrullas de toque de queda hasta que paguen un rescate. La violación, de mujeres jóvenes y mayores, es rutina. Solo serán liberadas de los centros de detención, incluso después de haber sido violadas, si la familia paga un rescate. Ningún soldado o miembro de las fuerzas de seguridad ha sido disciplinado o procesado por abusos, lo que pone de manifiesto la falta general de responsabilidad. 
En 1982, el MNS transfirió su cuartel general a Dire Dawa en Etiopía, ya que tanto Somalia como Etiopía en ese momento ofrecían refugios seguros de operaciones para grupos de resistencia unos contra otros. Desde allí, el MNS lanzó con éxito una guerra de guerrillas contra el régimen de Barre a través de incursiones y operaciones de golpe y huida en posiciones del ejército dentro de los territorios de los Isaaq antes de regresar a Etiopía. El MNS continuó este patrón de ataques desde 1982 y durante la década de 1980, en un momento en que los somalíes de Ogaden (algunos de los cuales eran refugiados reclutados) formaban la mayor parte de las fuerzas armadas de Barre acusados de cometer actos de genocidio contra los isaaq del norte. Estaba claro entonces que el régimen de Barre había etiquetado a toda la población de los Isaaq como enemigo del estado. Para debilitar el apoyo al MNS dentro de los Isaaq, el gobierno promulgó una política de uso sistemático de la violencia a gran escala contra la población local de los Isaaq. Un informe de Africa Watch declaró que la política era "el resultado de una concepción específica de cómo debería combatirse la guerra contra los insurgentes", con la lógica de "castigar a los civiles por su presunto apoyo a los ataques del MNS y desalentarlos de más ayuda."
Además de la violencia patrocinada por el estado, otros medios para aplastar el levantamiento de los Isaaq incluyeron la continuación por parte del gobierno de su política de represión política y duras medidas económicas, que incluyeron la retención de donaciones de ayuda alimentaria internacional a los Isaaq. Esto fue especialmente duro ya que la ayuda alimentaria representó casi la mitad de todo el consumo de alimentos en Somalia en los años ochenta.

### Planificación y preparación

#### Carta de la muerte

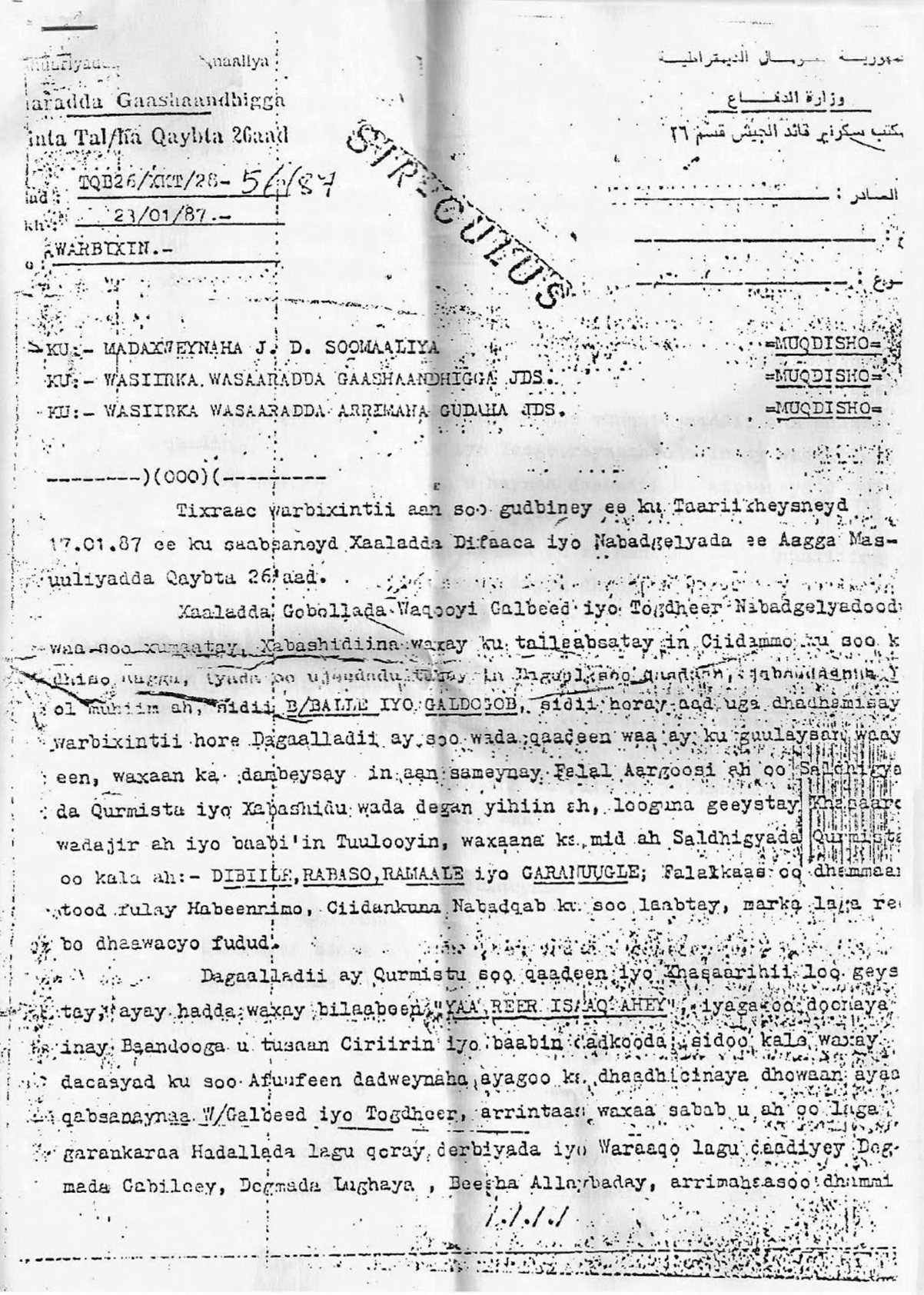
Carta de la Muerte (1/2) del general Mohammed Said Hersi Morgan, yerno del dictador Siad Barre, carta política con la propuesta de "solución final" al "problema Isaaq" de Somalia

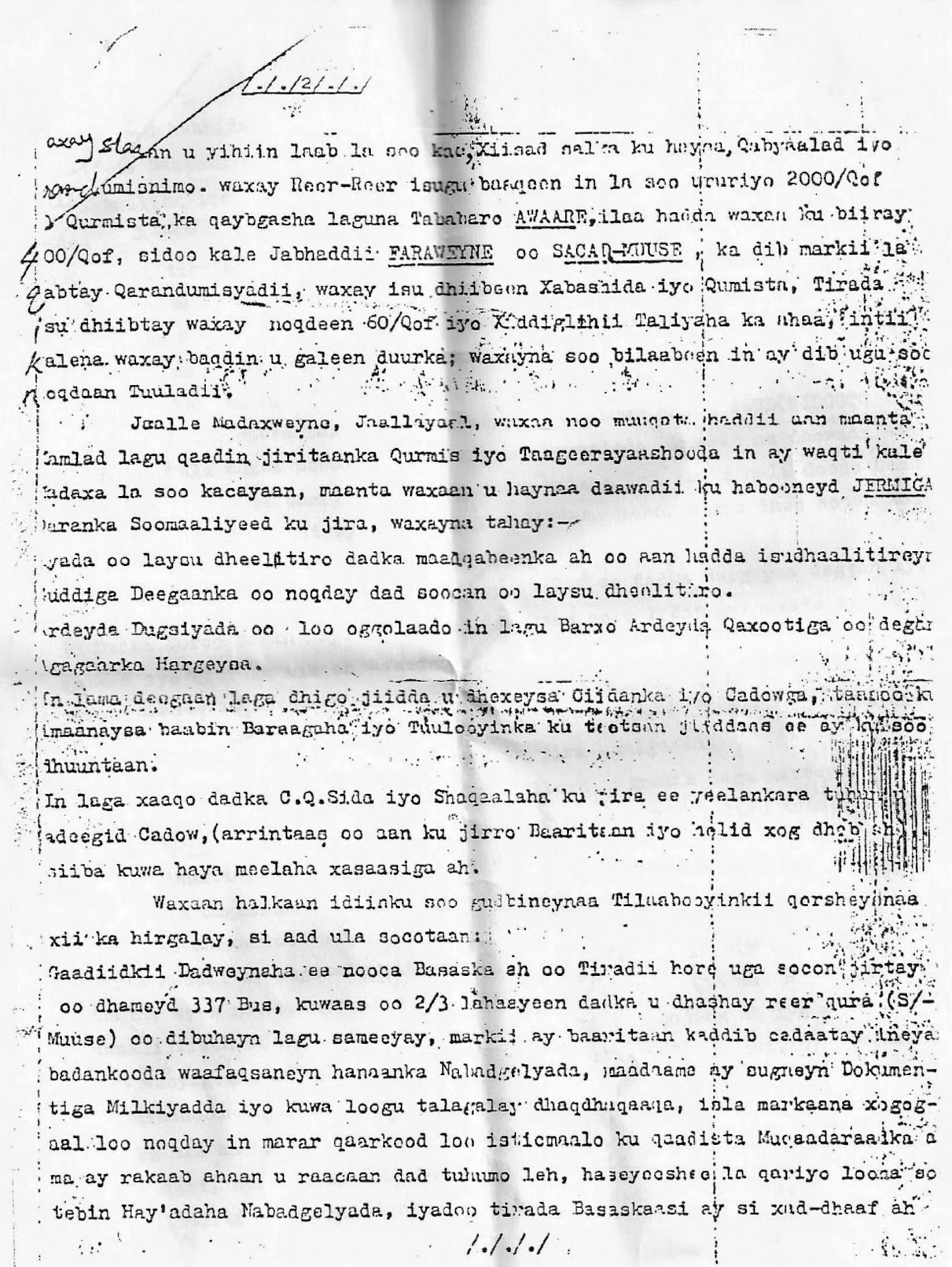
Carta de la Muerte (2/2) del general Mohammed Said Hersi Morgan, yerno del dictador Siad Barre, carta política con la propuesta de "solución final" al "problema Isaaq" de Somalia

En enero de 1986, el yerno y virrey de Barre en el norte, el general Mohammed Said Hersi Morgan, que era guardaespaldas de Barre antes de casarse con su hija, le dijeron a los Isaaq nómadas en una charca "si ustedes se resisten, destruiremos sus pueblos, y heredarán solo cenizas ".
El general Morgan (más tarde conocido como el Carnicero de Hargeisa) también fue responsable de la carta política escrita a su suegro durante su época como gobernador militar del norte, esta carta llegó a ser conocida como "La carta de la muerte", en la que propuso los fundamentos de una política de tierra arrasada para deshacerse de los "gérmenes anti somalíes".
La carta de política (también conocida como el Informe Morgan) fue oficialmente un informe de alto secreto para el presidente sobre "medidas implementadas y recomendadas" para una "solución final" al "problema Isaaq" de Somalia. Morgan escribe que el pueblo Isaaq debe ser "sujeto a una campaña de destrucción" para evitar que los Isaaq "levanten la cabeza de nuevo". Continuó: "Hoy, poseemos el remedio correcto para el virus en el [cuerpo del] Estado somalí". Algunos de los "remedios" que discutió incluyeron: "Equilibrar a los adinerados para eliminar la concentración de la riqueza [en manos de los Isaaq]". Además, pidió "la reconstrucción del Consejo Local [en los asentamientos de los Isaaq] de manera tal que se equilibre su membresía actual que es exclusiva de un pueblo particular [los Isaaq], así como la dilución de la población escolar con una infusión de niños [Ogaden] de los Campamentos de Refugiados en las cercanías de Hargeisa ".
Las recomendaciones más extremas incluyeron: "Hacer inhabitable el territorio entre el ejército y el enemigo, lo que se puede hacer destruyendo los tanques de agua y las aldeas que se encuentran en el territorio utilizado por ellos para la infiltración"; y "eliminar de la membresía de las fuerzas armadas y el servicio civil a todos aquellos que estén abiertos a la sospecha de ayudar al enemigo, especialmente aquellos que ocupan cargos delicados".
El informe está dirigido al presidente de la RDS, al ministro de Defensa y al ministro del Interior. Este último, el mayor general Ahmed Suleiman Abdalla también es yerno del presidente y tercer vice primer ministro. El presidente Barre es también ministro de Defensa, el anterior titular de esa cartera, el general Mohammad Ali Samatar, que fue ascendido a primer ministro el 30 de enero de 1987. El informe aparentemente se limita a los miembros de la familia. Esto explicaría su extrema franqueza en especificando ciertos clanes como objetivos para la acción punitiva implementada y recomendada ".
Otros objetivos de la política incluyen armar a otros clanes en la región y alentarlos a luchar contra los Isaaq que eran dominantes:
"Desde que se hizo evidente que los Isaaq estaban, por acción e intención, con el MNS, y dado que no podíamos verlos abandonando la línea que han perseguido engañosamente durante un tiempo, para prevenir a los otros habitantes de la zona, organizamos reuniones y una campaña de movilización para despertarlos a la acción y elevar su nivel de conciencia, con el objetivo de fortalecer su unidad y rodear a la unidad somalí con un muro defensivo. Entre ellos se encuentran: los Awdal, las diversas secciones de los somalíes occidentales [incluidos los refugiados de los Ogaden], el pueblo de los Qorey y el pueblo Daami, etc. No hay duda de que la unidad de estas personas restablecerá el equilibrio de las escalas que ahora se inclinan a favor de los Isaaq. La unidad indudablemente humillará a aquellos que arrogantemente sostienen que son dueños del Norte cuando la realidad es otra ".

#### Ejecuciones extrajudiciales

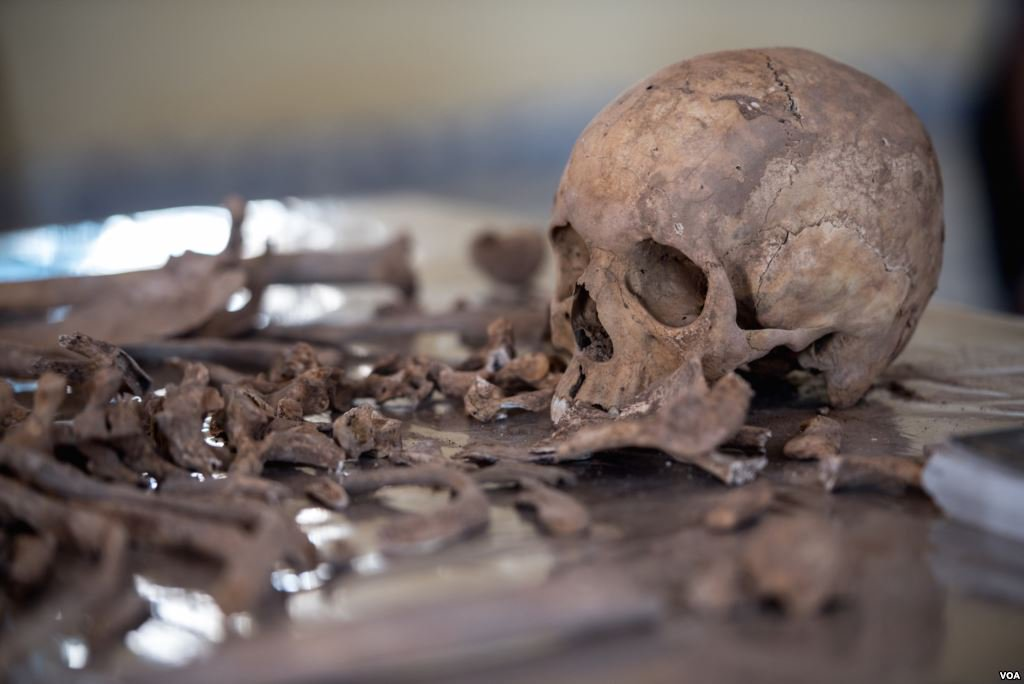
Restos esqueléticos exhumados de víctimas del genocidio

El sistema de asesinatos indiscriminados empleados por el gobierno después de las ofensivas del MNS tuvo un efecto galvanizador sobre la oposición al gobierno tanto entre los nómadas de los Isaaq como entre los habitantes de las ciudades. Los militares estaban operando bajo la suposición de que si el MNS estaba activo en un área en particular, los residentes locales deberían ser partidarios de los rebeldes. Según el programa Africa Watch de Human Rights Watch, cientos de Isaaqs fueron ejecutados y sometidos a otras represalias sobre la base de tales sospechas.
Estos asesinatos comenzaron después de que el MNS intensificara sus incursiones en las ciudades mayoritarias de Isaaqs en el norte. En cada encuentro entre el MNS y las fuerzas del gobierno, "el ejército realizaba un barrido del área donde ocurrió el incidente. Las masacres seguían, al igual que la matanza del ganado, el uso de minas terrestres para explotar embalses, la quema de cabañas, arrestos y detenciones. Toda la población en el área fue considerada como "el enemigo".
Los siguientes son una selección de los numerosos episodios de ejecuciones extrajudiciales de civiles Isaaq recogidos por Africa Watch de Human Rights Watch:
| N.º | Lugar                                                               | Número de víctimas | Fechas                  | Datos |
| --- | ------------------------------------------------------------------- | ------------------ | ----------------------- | --- |
| 1   | Gogol Wanaag (cerca de Arabsiyo)                                    | 6                  | 15 de octubre de 1984   | La esposa de un granjero fue arrestada en Gogol Wanaag, acusada de albergar a un luchador de MNS. Además de arrestar a varios otros, seis hombres de los Isaaq fueron ejecutados en el acto, incluidos dos hermanos mayores, sus dos hijos y el yerno de uno de los ancianos que estaba de visita proveniente del extranjero. Sus cabañas fueron quemadas y sus animales asesinados. Todos fueron acusados de ayudar a la esposa del granjero a proteger al luchador de MNS. El sexto hombre fue acusado de ser miembro del MNS y de acompañar a un luchador del MNS que escapó. A los aldeanos no se les permitió enterrar a los hombres muertos durante cinco días. |
| 2   | Boqol Jirreh (una sección de Hargeisa vecina a un complejo militar) | 26                 | 17 de noviembre de 1984 | Un tribunal militar móvil sentenció a muerte a 26 Isaaqs. El grupo se dividió en 9 civiles y 17 combatientes del MNS, y muchas de las víctimas eran nómadas. Sus bienes y activos también fueron incautados. También se secuestro a un grupo de ancianos de Hargeisa para presenciar los "procedimientos" de la corte, por lo que "hablarían con sentido" a los residentes de Hargeisa. |
| 3   | Burao                                                               | 43                 | Diciembre de 1984       | Muchas de las 43 víctimas habían estado detenidas en la prisión central de la ciudad por algún tiempo bajo diferentes cargos. En diciembre, cuando la presencia del MNS en las montañas alrededor de Sheikh llegó a conocimiento del gobierno, todos los cargos contra los 43 hombres de los Isaaq fueron retirados, y todos fueron acusados de asociación con el MNS. Fueron "juzgados" ante un tribunal militar móvil y ejecutados la misma tarde. Originalmente 45 hombres de los Isaaq debían ser ejecutados; en el último minuto dos hombres ricos se salvaron debido al tamaño de los préstamos que debían a los bancos.                                        |
| 4   | Gabiley y Tog Wajaale                                               | 25                 | 14 de marzo de 1988     | Un tribunal militar móvil condenó a muerte a 25 hombres de los Isaaq; fueron ejecutados el mismo día. Fueron fusilados como represalia cuando una gran ofensiva militar contra el MNS en la vecindad fracasó; algunas de las víctimas eran hombres muy viejos. |

## Genocidio

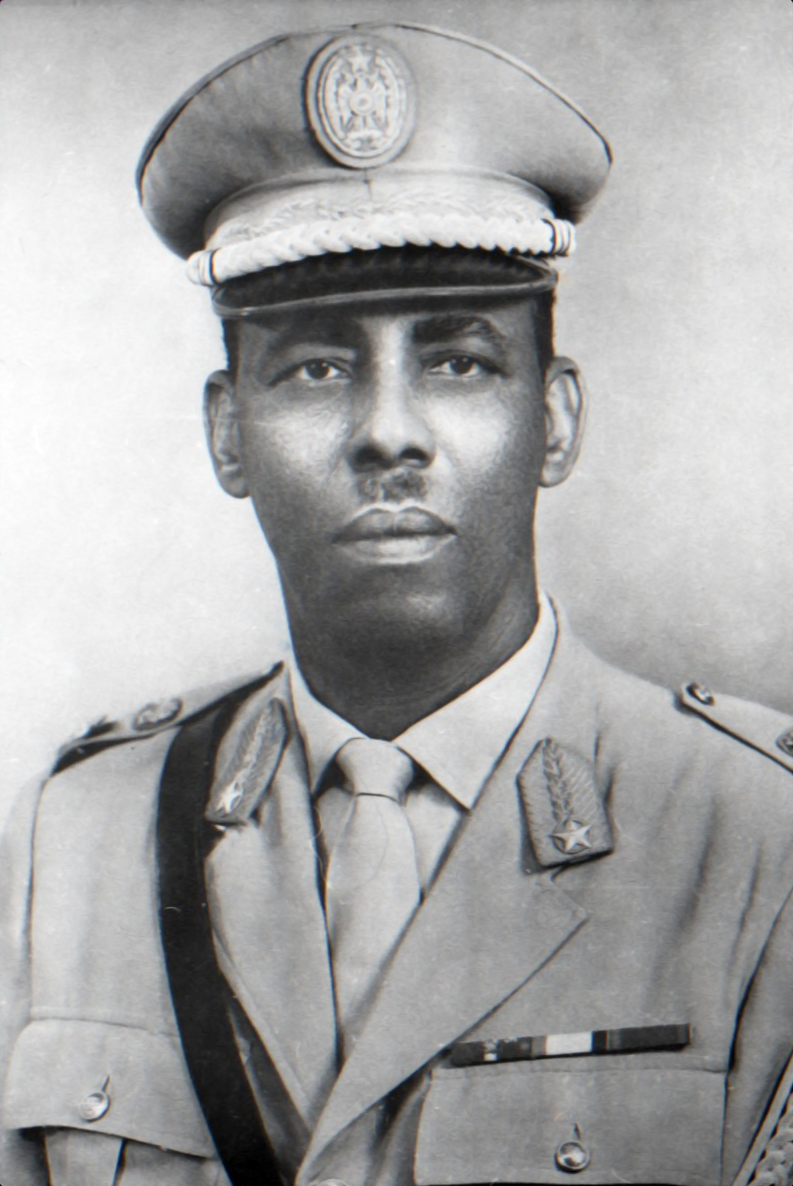
El dictador somalí Siad Barre, instigador del genocidio

Durante el conflicto en curso entre las fuerzas del Movimiento Nacional Somalí y el ejército somalí, la campaña genocida del gobierno somalí contra los Isaaq tuvo lugar entre mayo de 1988 y marzo de 1989. De acuerdo con Alex de Waal, Jens Meierhenrich y Bridget Conley-Zilkic:
Lo que comenzó como una contrainsurgencia contra los rebeldes del Movimiento Nacional Somalí y sus simpatizantes, y se convirtió en un ataque genocida contra la familia del clan Isaaq, derivó en la desintegración del gobierno y la rebelión y el reemplazo de las fuerzas armadas institucionalizadas por milicias de clanes fragmentadas. La campaña genocida terminó en anarquía, y lo siguió el colapso del Estado que generó nuevas campañas genocidas por algunos de los grupos de milicianos que luego tomaron el poder a nivel local.
En 1987, Siad Barre, el presidente de Somalia, frustrado por la falta de éxito del ejército contra los insurgentes del Movimiento Nacional Somalí en el norte del país, ofreció al gobierno etíope un trato en el que si dejaban de albergar y apoyar al MNS Somalia renunciaría a su reclamo territorial sobre la región somalí de Etiopía. Etiopía estaba de acuerdo y se firmó un acuerdo el 3 de abril de 1988 que incluía una cláusula que confirmaba el acuerdo de no ayudar a las organizaciones rebeldes que se encontraban en los territorios de cada uno. El MNS sintió la presión de cesar sus actividades en la frontera entre Etiopía y Somalia, y decidió atacar los territorios del norte de Somalia para tomar el control de las principales ciudades del norte. La naturaleza brutal de la respuesta del gobierno de Siad Barre no tenía precedentes, y condujo a lo que Robin Cohen describió como una de las "peores guerras civiles en África".

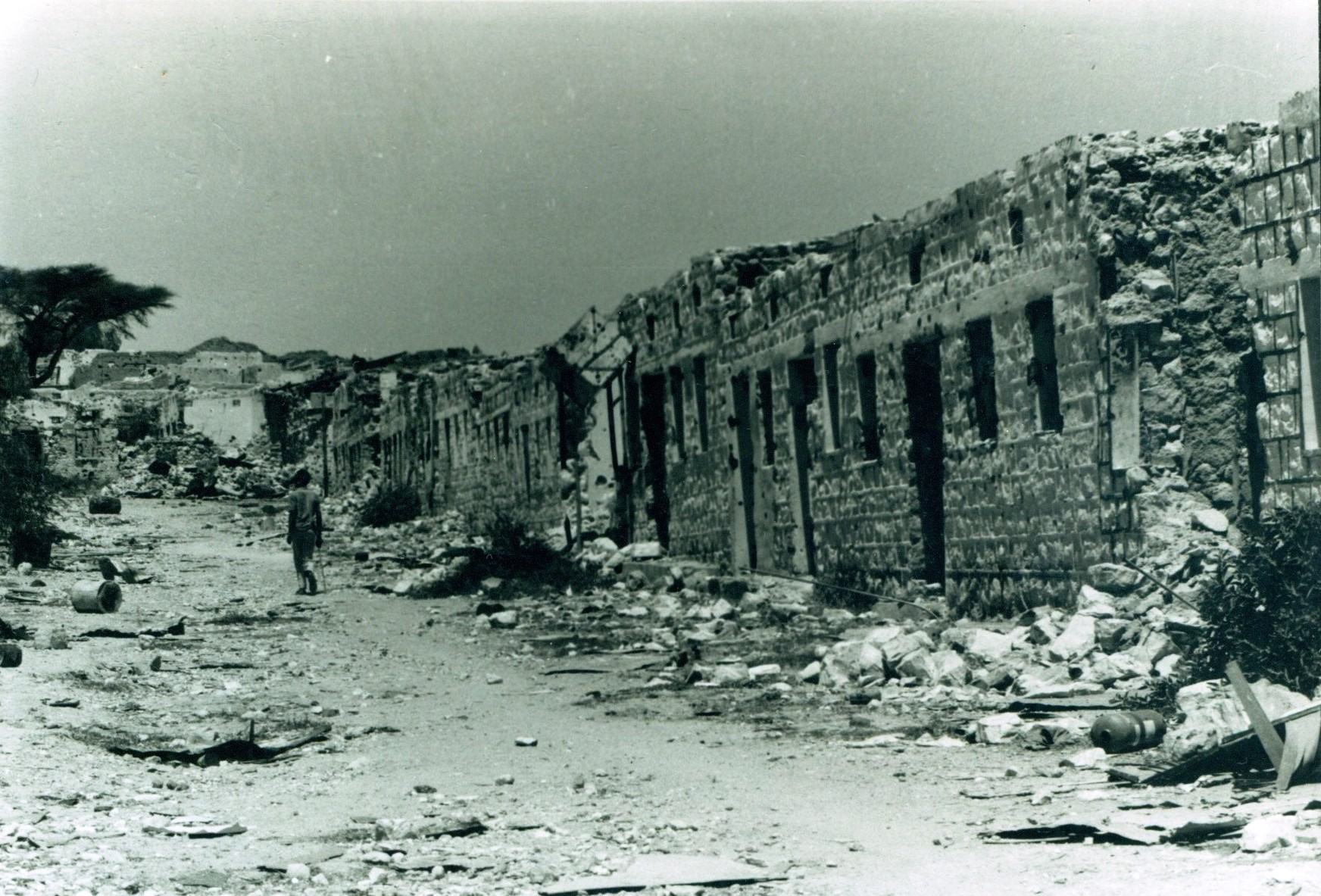
Hasta el 90% de Hargeisa (segunda ciudad más grande de la República de Somalia) destruida

La respuesta de Barre a los ataques del MNS fue de una brutalidad sin paralelo, con objetivos explícitos de manejar el "problema de los Isaaq", ordenó "el bombardeo aéreo de las principales ciudades del noroeste y la destrucción sistemática de viviendas, asentamientos y puntos de agua de los Isaaq". El régimen de Siad Barre atacó específicamente a los miembros civiles del grupo Isaaq, especialmente en las ciudades de Hargeisa y Burco y para ello empleó bombardeos indiscriminados de artillería y bombardeos aéreos contra poblaciones civiles pertenecientes al clan Isaaq.
Bruce Jentleson, exdirector de la Escuela de Política Pública de Sanford describe la masacre de civiles Isaaq de la siguiente manera:
Las fuerzas del gobierno respondieron con "salvajismo espantoso", atacando a toda la población civil de los Isaaq con arrestos, violaciones, ejecuciones en masa, tiroteos y bombardeos indiscriminados. Cientos de miles de refugiados de los Isaaq huyeron para salvar la vida a través de la frontera con Etiopía; Los aviones de combate del gobierno los atacaron mientras huían. Murieron unos cincuenta mil somalíes y la ciudad de Hargeisa quedó virtualmente destruida en lo que los analistas externos describieron como una campaña "genocida" del régimen de Barre contra los Isaaq.
El uso de bombardeos aéreos a gran escala no tenía precedentes en la historia de los disturbios civiles africanos. La respuesta brutal del gobierno de Siad Barre no se detuvo ahí, al discutir la forma sistemática en que el gobierno apuntó al pueblo Isaaq con el objetivo de infligir tanta pérdida de bienes y vida, Waldron y Hasci publicaron lo siguiente:
El general Mohammed Said "Morgan", uno de los yernos de Siad Barre, [se le dio] la oportunidad de poner en operación otros elementos de un plan de pacificación que había elaborado antes. Las fuerzas del gobierno reaccionaron con espantoso salvajismo ante la toma de Burao por el MNS y cerca de la captura de Hargeisa. La respuesta culminó con el bombardeo y el bombardeo de artillería de Hargeisa hasta un punto de destrucción virtual. Los refugiados civiles que huían hacia la frontera fueron bombardeados y atacados indiscriminadamente. Se vio, probablemente con razón, como un ataque contra todo el pueblo Isaaq ...

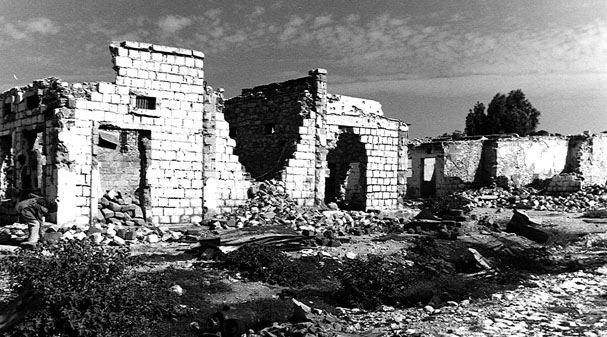
El ataque a Hargeysa combinó el uso de artillería y bombardeo aéreo

Dentro de los primeros tres meses del conflicto, los Isaaq huyeron de sus ciudades a una escala tan grande que las ciudades del norte se volvieron desprovistas de su población. Los civiles Isaaqs fueron "asesinados, encarcelados en condiciones severas, obligados a huir al otro lado de la frontera o desplazados en el campo lejano".
El gobierno de Siad Barre adoptó una política que decía que "cualquier Isaaq capaz que pudiera ayudar al MNS debía ser asesinado. Aquellos que pudieran ser de ayuda o influencia financiera para el MNS, debido a su estatus social, serían encarcelados". Aunque esta política no excluía a los niños ni a los ancianos, el resultado fue que más del 90% de las personas asesinadas tenían entre 15 y 35 años.
El historiador somalí Mohamed Haji Ingiriis se refiere a "las campañas genocidas patrocinadas por el Estado contra el grupo del clan Isaaq", que según él es "popularmente conocido en discursos públicos como el "Holocausto de Hargeisa" como un "genocidio olvidado".
Varios estudiosos del genocidio (incluidos Israel Charny, Gregory Stanton, Deborah Mayersen, y Adam Jones), así como medios de comunicación internacionales, como The Guardian, The Washington Post y Al Jazeera, entre otros, se han referido al caso como un genocidio.

### Mayo 27: Burao
El Movimiento Nacional Somalí atacó y capturó la ciudad de Burao (entonces la tercera ciudad más grande del país) el viernes 27 de mayo. Capturaron la ciudad en dos horas e inmediatamente tomaron el complejo militar en el aeropuerto (donde estaba estacionado el mayor número de soldados), la estación central de policía de Burao y la prisión, donde liberaron a los presos políticos (incluidos escolares) de la cárcel. Las fuerzas del gobierno se retiraron, se reagruparon en Goon-Ad justo a las afueras de la ciudad, y en la tarde, ingresaron al centro de la ciudad. Según los informes de Africa Watch de Human Rights Watch, los soldados, al entrar en la ciudad, se desmadraron los días 27 y 28 de mayo. Esto incluía "sacar a los hombres de sus casas y dispararles a quemarropa" y asesinatos sumarios de civiles, el informe también señalaba que "civiles de todas las edades que se habían reunido en el centro de la ciudad o los que estaban parados afuera de sus casas viendo los hechos fueron asesinados en el acto. Entre las víctimas había muchos estudiantes". Hubo también saqueos generalizados de los soldados y, según los informes, algunas personas fueron asesinadas.
Después de los primeros dos días del conflicto, enojados por la medida en que los Isaaqs habían acogido con satisfacción la incursión del MNS, y frustrados por su incapacidad para contener el avance del MNS, los militares comenzaron a atacar a la población civil sin moderación "como si fuera el enemigo". Los militares utilizaron artillería pesada y tanques, causando graves daños, tanto a los civiles como a las propiedades. Bazucas, ametralladoras, granadas de mano y otras armas de destrucción masiva también fueron dirigidas contra objetivos civiles en Hargeisa, que también habían sido atacados, así como en Burao.
Un equipo de la Oficina de Contabilidad General del Congreso de los Estados Unidos informó sobre la respuesta del gobierno somalí al ataque del MNS de la siguiente manera:
Según los informes, el ejército somalí respondió a los ataques del MNS en mayo de 1988 con extrema fuerza, infligiendo fuertes bajas civiles y daños a Hargeisa y Burao... Los militares somalíes recurrieron al uso de artillería y bombardeos aéreos en centros urbanos densamente poblados en su esfuerzo por recuperar Burao y Hargeisa. La mayoría de los refugiados que entrevistamos afirmaron que sus casas fueron destruidas por los bombardeos a pesar de la ausencia de combatientes del MNS en sus barrios... Los refugiados contaron historias similares de bombardeos, ametrallamientos y bombardeos de artillería en ambas ciudades y, en Burao, uso de tanques blindados. La mayoría vio sus casas dañadas o destruidas por los bombardeos. Muchos informaron haber visto a miembros de sus familias muertos en el bombardeo...
Las entrevistas a los refugiados realizadas por Africa Watch describieron cómo el gobierno separó a los no Isaaq de los Isaaq antes de que comenzara el ataque:
Tan pronto como estalló la lucha, el gobierno utilizó parlantes para ordenar a los civiles en Darood e Isaaq. Ellos gritaban: "¿Quién es de Galkayo? ¿Mogadishu? ¿Las Anod? ¿Garoe?" [Territorios no Isaaq]. Hicieron un llamamiento a los no-Isaaqs para que se fueran y pudieran quemar la ciudad y todos los que se quedaron atrás. La mayoría de la gente de estas ciudades se fue; el gobierno les proporcionó transporte.

#### Bombardeo aéreo y destrucción de Burao
Los aviones de la Fuerza Aérea Somalí comenzaron el intenso bombardeo aéreo de Burao el martes 31 de mayo. Burao, entonces la tercera ciudad más grande de Somalia fue "arrasada", y la mayoría de sus habitantes huyeron del país para buscar refugio en Etiopía. Los trabajadores de ayuda extranjeros que huyeron de los combates confirmaron que Burao fue "vaciado", como resultado de la campaña del gobierno.

### Mayo 31: Hargeisa
Hargeisa era la segunda ciudad más grande del país, también era estratégicamente importante debido a su proximidad geográfica a Etiopía (que la hizo central en la planificación militar de los gobiernos somalíes sucesivos). Evitar que la ciudad cayera en manos del MNS se convirtió en un objetivo fundamental del gobierno, tanto desde el punto de vista de la estrategia militar como del impacto psicológico que tal pérdida tendría.
Cuando las noticias del avance del MNS sobre Burao llegaron a los funcionarios del gobierno en Hargeisa, se ordenó a todos los bancos que cerraran, y unidades del ejército rodearon los bancos para evitar que las personas se acercaran. Tanto la electricidad como las líneas de suministro de agua fueron cortadas de la ciudad, y los residentes recurrieron a buscar agua de los arroyos, y debido a que era la temporada de lluvias, también se podía recolectar agua de los tejados. Todos los vehículos (incluidos los taxis) fueron confiscados para controlar el movimiento de la población civil, lo que también aseguró que hubiera suficiente transporte disponible para el uso de militares y funcionarios del gobierno. Los principales funcionarios del gobierno evacuaron a sus familias a la capital, Mogadiscio. El período comprendido entre el 27 y el 31 de mayo estuvo marcado por muchos saqueos de las fuerzas gubernamentales y arrestos masivos. Los asesinatos en Hargeisa comenzaron el 31 de mayo.
El 27 de mayo se impuso un toque de queda a partir de las 18.00 horas, el ejército inició búsquedas sistemáticas casa por casa en busca de combatientes del MNS. Al día siguiente, el toque de queda comenzó más temprano a las 16.00 h.; el tercer día a las 14.00 h.; y en el cuarto día a las 11.00 h.
Anticipando la lucha para comenzar, las personas almacenaron alimentos, carbón y otros suministros esenciales. Las fuerzas gubernamentales saquearon todos los almacenes y tiendas, y el mercado abierto de la ciudad fue uno de sus principales objetivos. Los soldados allanaron mezquitas y saquearon sus alfombras y altavoces. Más tarde, los civiles serían asesinados dentro de mezquitas. Un número significativo de muertes civiles ocurrieron en ese momento como resultado de soldados del gobierno que los robaron, aquellos que se negaron a entregar objetos de valor (relojes, joyas y dinero) o no fueron lo suficientemente rápidos para cumplir con las demandas de los soldados fueron fusilados en el lugar. Otra causa importante de muertes de civiles fue el robo de alimentos, según los informes, porque los soldados no estaban siendo suministrados por el gobierno.

#### Detenciones masivas en Hargeisa
El gobierno, al enterarse del ataque del MNS contra Burao, comenzó a acorralar a los hombres de los Isaaq temiendo que ayudarían en un ataque del MNS contra Hargeisa. Los detenidos fueron llevados a varios lugares, incluyendo Birjeeh (antigua sede militar del 26.º sector de las Fuerzas Armadas Somalíes), Malka-Durduro (un complejo militar), la prisión central de Hargeisa, la sede del Servicio Nacional de Seguridad (SNS), la sede de la policía militar y otros centros de detención secretos. Los oficiales militares pertenecientes a los Isaaq fueron uno de los primeros grupos arrestados. Según African Watch de Human Rights Watch, unos 700 Isaaqs pertenecientes a las fuerzas armadas fueron llevados a una prisión, esta prisión en particular ya estaba abarrotada, y 70 militares adicionales también fueron llevados a detención (40 de Gabiley y 30 de Hargeisa). Las detenciones se llevaron a cabo a tal escala que, para dar cabida a los detenidos de los Isaaq, todos los no Isaaq fueron liberados, incluidos los condenados a muerte o cadena perpetua por asesinato y delitos relacionados con las drogas. Algunos de los liberados para dejar espacio a los detenidos de los Isaaq recibieron armas y se convirtieron en guardias sobre los detenidos de los Isaaq, mientras que otros se unieron al ejército.

#### La campaña de Hargeisa
El ataque del MNS contra Hargeisa comenzó a las 2:15 a. m. del 31 de mayo. Las fuerzas del gobierno tardaron uno o dos días en diseñar un plan por el cual pudieran derrotar al MNS. Su contraataque comenzó con el uso de armas pesadas. Estos incluyen cañones de artillería de largo alcance que se colocaron en las colinas cercanas al zoológico de Hargeisa, también se colocaron armas de artillería en las colinas detrás del Badhka (un terreno abierto utilizado para ejecuciones públicas por el gobierno). Luego comenzaron a bombardear la ciudad. El informe de Human Rights Watch incluye testimonios de trabajadores humanitarios extranjeros evacuados a Nairobi por las Naciones Unidas. Uno de ellos fue Jean Metenier, un técnico del hospital francés en Hargeisa, que al llegar dijo a los periodistas en el aeropuerto de Nairobi que "al menos dos docenas de personas fueron ejecutadas por un pelotón de fusilamiento contra la pared de su casa y los cadáveres posteriormente arrojados a las calles para servir como ejemplo". Los ataques contra civiles fueron el resultado de la comprensión militar de que la población local de los Isaaq en Hargeisa había dado la bienvenida al ataque del MNS. Este fue el intento de los militares de "castigar a los civiles por sus simpatías con el MNS", así como un intento de "destruir al MNS negándoles una base de apoyo civil".

### Berbera
Berbera, una ciudad en la costa del mar Rojo, en su momento el principal puerto de Somalia después de Mogadiscio, también fue blanco de las tropas del gobierno. Las atrocidades cometidas en Berbera por el gobierno contra civiles de los Isaaq fueron especialmente brutales, Human Rights Watch informó que Berbera había sufrido "algunos de los peores abusos de la guerra" a pesar de que el MNS nunca había lanzado un ataque contra Berbera como lo hicieron en Burao y Hargeisa.
Los ataques del gobierno contra Berbera incluyeron arrestos masivos, matanzas sin sentido de civiles, confiscación de bienes civiles, especialmente automóviles, equipaje y comida en el puerto de la ciudad, que fueron llevados a Mogadiscio. Los modos de transporte pertenecientes a los civiles de los Isaaq fueron confiscados por la fuerza, solo se permitió el transporte militar en la ciudad.

#### Arrestos masivos
Inmediatamente después del ataque del MNS contra Burao, el gobierno inició una campaña de arrestos masivos en Berbera. Muchos hombres de negocios y ancianos de los Isaaq fueron arrestados porque el gobierno sospechaba que apoyarían un ataque del MNS contra Berbera.
Entre el 27 de mayo y el 1 de junio, aviones que habían traído a soldados desde Mogadiscio llevaron detenidos a los Isaaq en el vuelo de regreso. El asesinato de detenidos comenzó cuando llegaron órdenes desde Mogadiscio para detener el traslado de detenidos. Las detenciones solían ocurrir por la noche y fueron llevadas a cabo por las fuerzas de los Hangash.